# Feel the Fire (Reba McEntire)
Feel the Fire è il terzo album in studio della cantante di musica country statunitense Reba McEntire, pubblicato nel 1980.

## Tracce
1. (You Lift Me) Up to Heaven – 2:45 (Johnny MacRae, Bob Morrison, Bill Zerface, Jim Zerface)
2. Tears on My Pillow – 2:33 (Sylvester Bradford, Al Lewis)
3. I Don't Think Love Ought to Be That Way – 2:40 (Richard Mainegra, Layng Martine Jr.)
4. Long Distance Lover – 3:53 (Pauline Lee, Robert Rosenberg)
5. If I Had It My Way – 2:44 (Robert John Jones, Jerry Taylor)
6. I Can See Forever in Your Eyes – 2:44 (Bob DiPiero)
7. Poor Man's Roses (Or a Rich Man's Gold) – 2:55 (Milton DeLugg, Bob Hilliard)
8. My Turn – 3:15 (Len Chera, Jay Huguely)
9. Look at the One (Who's Been Lookin' at You) – 2:51 (MacRae, Wanda Mallette, Morrison)
10. Suddenly There's a Valley – 3:29 (Isham Jones, Chuck Meyer)